# White Christmas
«White Christmas» (с англ. — «Світле Різдво») — пісня Ірвінга Берліна, яка була написана для кіномюзиклу 1942 року «Святковий готель „Голідей“». Ця композиція отримала премію «Оскар» за найкращу оригінальну пісню на 15-й церемонії вручення премії «Оскар».
З моменту виходу пісню «White Christmas» переспівували багато виконавців, а версія, виконана Бінгом Кросбі, стала найбільш проданим синглом у світі (з точки зору продажів на фізичних носіях) з продажами, які перевищили 50 мільйонів копій по всьому світу. Якщо об'єднати продажі усіх версій пісні з 50 мільйонами проданих платівок Бінга Кросбі, загальний обсяг продажу пісні складе більше 100 мільйонів.

## Історія

### Оригінал
Історії про те, коли і де Берлін написав пісню, відрізняються. Згідно з однією з історій, він написав її в 1940 році в теплій Ла-Квінті, штат Каліфорнія, під час перебування в готелі La Quinta Hotel. Хоча готель Arizona Biltmore також стверджує, що пісня була написана в них. Ірвінг Берлін часто не спав всю ніч, пишучи. Одного разу він сказав своїй секретарці: «Я хочу, щоб ви забрали пісню, яку я написав на вихідних. Це не тільки найкраща пісня, яку я коли-небудь написав, це найкраща пісня, яку будь-хто коли-небудь писав».

### Версія пісні Бінга Кросбі

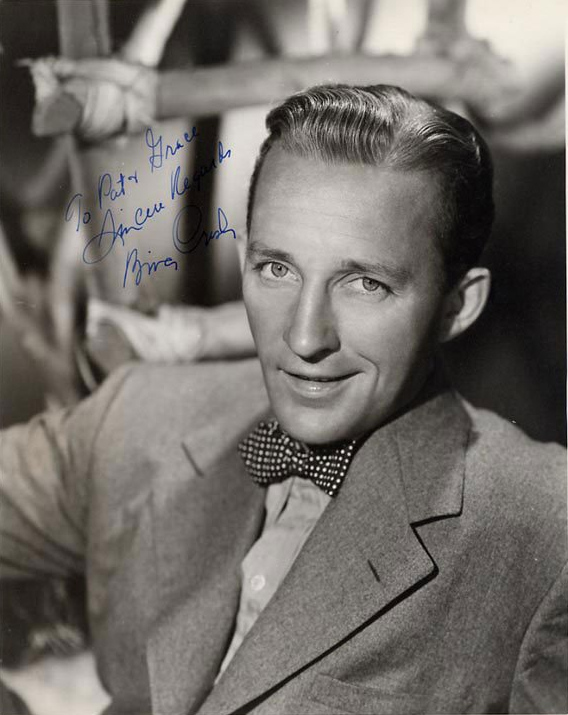
Бінг Кросбі (1943)

Перше публічне виконання цієї пісні було виконано Бінгом Кросбі в його радіошоу NBC The Kraft Music Hall на Різдво 1941 року, через кілька тижнів після нападу на Перл-Харбор. Копія запису радіопрограми належить спадкоємцям Кросбі та була позичена CBS News Sunday Morning для їхньої програми 25 грудня 2011 року. Згодом Кросбі записав пісню з оркестром Джона Скотта Троттера та вокалістами Кена Дарбі на Radio Recorders для лейбла Decca Records за 18 хвилин 29 травня 1942 року, і вона була випущена 30 липня, як одна із пісень студійного альбому з піснями з мюзиклу «Святковий готель „Голідей“». Спочатку Кросбі не побачив у пісні нічого особливого. Він просто сказав: «Я не думаю, що у нас із цим проблеми, Ірвінгу».
«White Christmas» показала, що світські різдвяні пісні можуть бути комерційно успішними. Рональд Д. Ланкфорд-молодший писав: «У 1940-х роках „White Christmas“ створила основу для ряду класичних американських святкових пісень, пронизаних імлистою тугою за минулим». До 1942 року різдвяні пісні та фільми виходили час від часу, і багато з них були популярними. Однак «популярна індустрія культури не розглядала теми дому та домашнього вогнища, зосередженого на різдвяних святах, як унікальний ринок» аж до успіху «White Christmas» та фільму «Святковий готель „Голідей“», у якому вона з'явилася. Дейв Марш і Стів Проупс написали: «Пісня „White Christma“ назавжди змінила різдвяну музику, відкривши величезний потенціал ринку різдвяних пісень, відображаючи теми дому та ностальгії, які завжди будуть у центрі різдвяної музики».
Спочатку ця пісня була слабо виконана і через це затьмарена першим хітом мюзиклу «Святковий готель „Голідей“»: «Be Careful, It's My Heart» (з англ. «Будь обережним, це моє серце»). Наприкінці жовтня 1942 року «White Christmas» очолює чарт Your Hit Parade. На першому місці пісня залишалася до кінця нового року. Часто зазначалося, що поєднання туги у словах пісні — «таких, як ті, що я знав» — із заспокійливими образами дому у словах — «де блищать верхівки дерев» — сильно відгукнулося у слухачів під час Другої світової війни. Мережа збройних сил США була завалена запитами на цю пісню.
Тільки в 1942 році варіант пісні Кросбі провів одинадцять тижнів на вершині чарту Billboard. Оригінальна версія також посідала перше місце в Гарлемському хіт-параді протягом трьох тижнів. Пісня також очолила наступні тижневі чарти того ж року: Songs with Most Radio Plugs, National record sales і National note sales.
У мюзиклі «Святковий готель „Голідей“» композиція «White Christmas» отримала премію «Оскар» в номінації «Найкраща оригінальна пісня» в 1942 році. У фільмі Кросбі співає «White Christmas» дуетом з актрисою Марджорі Рейнольдс, хоча її озвучила Марта Мірс. Ця сцена від початку не була запланована режисерами. У початковому сценарії пісню мав співати Рейнольдс, а не Кросбі. Ця пісня з'явилася і в іншому фільмі Кросбі, мюзиклі 1954 року «Світле Різдво», який став найкасовішим фільмом 1954 року. Кросбі також зробив ще один студійний запис пісні в супроводі оркестру і хору Джозефа Дж. Лілліоркестр, для альбому саундтреків до фільму.
Версія, яку сьогодні найчастіше чують по радіо під час Різдвяної пори, — це перезапис 1947 року. Запис 1942 року був пошкоджений через часте використання. Кросбі перезаписав трек 19 березня 1947 року в супроводі оркестру Троттера та вокалістів Дарбі, докладаючи всіх зусиль, щоб відтворити оригінальне звучання запису. Перезапис можна впізнати за додаванням флейт і челести на початку.
Хоча Кросбі не визнавав свою роль в успіху пісні, сказавши пізніше, що «галка з розщепленим піднебінням могла б успішно заспівати її», він був пов'язаний з нею до кінця своєї кар'єри.

### Обсяг продажів
Сингл Кросбі «White Christmas» розійшовся тиражем у 50 мільйонів копій, найбільшим серед усіх випусків, і тому він став найкасовішим синглом у світі за всі часи. До 1968 року було продано вже тридцять мільйонів. У Книзі рекордів Гіннесса за 2009 рік ця пісня визнана піснею зі 100-мільйонним проданим тиражем, охоплюючи всі версії пісні, включаючи альбоми. Святковий альбом Кросбі «Веселе Різдво» був вперше випущений як платівка в 1949 році і з тих пір ніколи не перезаписувався.
Була плутанина та дебати щодо того, чи є платівка Кросбі найбільш продаваним синглом, через брак інформації про продажі «White Christmas» оскільки запис Кросбі був випущений до появи сучасних чартів синглів у США та Великої Британії. Однак після ретельного дослідження Книга рекордів Гіннесса в 2007 році дійшла висновку, що в усьому світі запис Кросбі «White Christmas» розійшовся тиражем щонайменше 50 мільйонів копій, а пісня Елтона Джона «Candle in the Wind 1997» була продано обсягом у 33 млн. Однак оновлення у виданні книги 2009 року вирішило ще більше допомогти врегулювати суперечку мирним шляхом, назвавши пісні Джона та Кросбі «переможцями», заявивши, що запис Джона є «найбільш продаваним синглом з моменту заснування чартів синглів у Великій Британії та США у 1950-х роках», водночас стверджуючи, що «White Christmas це „найбільш продаваний сингл усіх часів був випущений до появи перших поп-чартів“, який, як сказано „був визнаний найбільш продаваним синглом у світі“, у першій в історії Книзі рекордів Гіннеса (опублікованій в 1955 році) і, що дивно, досі зберігає це звання навіть понад 50 років потому».

### Спадок
У 1999 році Національне громадське радіо включило його до «NPR 100», який мав на меті зібрати сто найважливіших американських музичних творів 20 століття. Версія пісні Кросбі також посідає друге місце в списку «Пісні століття», поступаючись лише «Over the Rainbow» Джуді Гарленд, згідно з голосуванням членів RIAA. У 2002 році оригінальна версія 1942 року була однією з 50 історично значущих записів, обраних того року Бібліотекою Конгресу для додавання до Національного реєстру звукозаписів.
Під час опитування у Великій Британії в грудні 2012 року «White Christmas» посіла четверте місце (після «Fairytale of New York», «I Wish It Could Be Christmas Everyday» і «Merry Xmas Everybody») у спеціальному телевізійному ефірі ITV The Nation's Favourite Christmas Song.
Пісню також було передано по радіо Збройних сил США 30 квітня 1975 року як секретний, заздалегідь узгоджений сигнал, який прискорив евакуацію громадян США із Сайгону, під час війни у В'єтнамі.

## Чарти

### Версія Бінга Кросбі
| Чарти (1958—2023)                         | Найвища позиція |
| ----------------------------------------- | --------------- |
| Австралія (ARIA)                          | 41              |
| Австрія (Ö3 Austria Top 75)               | 40              |
| Канада (Canadian Hot 100)                 | 19              |
| Чехія (Singles Digitál Top 100)           | 41              |
| Данія (Tracklisten)                       | 27              |
| Німеччина (Media Control AG)              | 39              |
| Billboard Global 200                      | 23              |
| Греція (IFPI)                             | 36              |
| Угорщина (Stream Top 40)                  | 20              |
| Ірландія (IRMA)                           | 24              |
| Італія (FIMI)                             | 60              |
| Латвія (LAIPA)                            | 14              |
| Литва (AGATA)                             | 47              |
| Нідерланди (Mega Single Top 100)          | 4               |
| Нова Зеландія (Recorded Music NZ)         | 24              |
| Португалія (AFP)                          | 64              |
| Словаччина (Singles Digitál Top 100)      | 28              |
| Швеція (Sverigetopplistan)                | 8               |
| Швейцарія (Media Control AG)              | 40              |
| Велика Британія (Official Charts Company) | 5               |
| США (Billboard Hot 100)                   | 12              |
| США (Adult Contemporary) (Billboard)      | 3               |
| США Holiday 100 (Billboard)               | 5               |
| США Rolling Stone Top 100                 | 16              |

### ВерсіяМайкла Бубле
| Чарти (2011—2021)                                              | Найвища позиція |
| -------------------------------------------------------------- | --------------- |
| Австралія (ARIA) з Шанайєю Твейн                               | 50              |
| Австрія (Ö3 Austria Top 75) Соло версія                        | 35              |
| Канада (Canadian Hot 100) з Бінгом Кросбі                      | 72              |
| Канада (Canadian Hot 100) з Шанайєю Твейн                      | 86              |
| Канада (AC) (Billboard) з Бінгом Кросбі                        | 45              |
| Канада (AC) (Billboard) з Шанайєю Твейн                        | 12              |
| Канада (AC) (Billboard) версія 2019                            | 12              |
| Хорватія (HRT) з Шанайєю Твейн                                 | 23              |
| Німеччина (Media Control AG) з Шанайєю Твейн                   | 39              |
| Угорщина (Stream Top 40) з Шанайєю Твейн                       | 13              |
| Італія (FIMI) Соло версія                                      | 16              |
| Італія (FIMI) з Шанайєю Твейн                                  | 53              |
| Нідерланди (Mega Single Top 100) з Шанайєю Твейн               | 36              |
| Португалія (AFP)                                               | 166             |
| Швеція (Sverigetopplistan) з Шанайєю Твейн                     | 35              |
| Швейцарія (Media Control AG) з Шанайєю Твейн                   | 58              |
| США Bubbling Under Hot 100 Singles (Billboard) з Бінгом Кросбі | 24              |
| США (Adult Contemporary) (Billboard) з Бінгом Кросбі           | 2               |
| США (Adult Contemporary) (Billboard) з Шанайєю Твейн           | 10              |
| США Holiday 100 (Billboard) з Шанайєю Твейн                    | 22              |
| США Holiday Digital Song Sales (Billboard) з Бінгом Кросбі     | 5               |
| США Holiday Digital Song Sales (Billboard) Соло версія         | 49              |
| США Holiday Digital Song Sales (Billboard) версія 2019         | 7               |

### Версія пісні Glee
| Чарти (2012–19)                            | Найвища позиція |
| ------------------------------------------ | --------------- |
| Велика Британія (Official Charts Company)  | 98              |
| США Holiday Digital Song Sales (Billboard) | 29              |

### ВерсіяГвен Стефані
| Чарти (2017—2019)                          | Найвища позиція |
| ------------------------------------------ | --------------- |
| Канада (AC) (Billboard)                    | 39              |
| Словаччина (IFPI)                          | 86              |
| Велика Британія (Official Charts Company)  | 62              |
| США Holiday Digital Song Sales (Billboard) | 27              |

### Версія Меган Трейнор

#### Тижневі чарти
| Чарти (2020)                         | Найвища позиція |
| ------------------------------------ | --------------- |
| США (Adult Contemporary) (Billboard) | 1               |
| США (Adult Top 40) (Billboard)       | 39              |

#### Чарти на кінець року
| Чарти (2021)                       | Позиція |
| ---------------------------------- | ------- |
| США Adult Contemporary (Billboard) | 29      |

## Сертифікація

### Версія Бінга Кросбі
| Регіон | Сертифікація | Продажі   |
| --- | ------------ | --------- |
| Данія (IFPI Denmark)                                                                                             | Платиновий   | 90 000    |
| Швеція (IFPI Sweden)                                                                                             | Золотий      | 25 000^   |
| Велика Британія (BPI)                                                                                            | Срібний      | 1,047,349 |
| Велика Британія (BPI) Електроні продажі з 2019                                                                   | Платиновий   | 600 000   |
| ^відвантаження, що базуються лише на сертифікаціях · продажі+прослуховування, що базуються лише на сертифікаціях |              |           |

### ВерсіяМайкла Бубле
| Регіон                                                      | Сертифікація | Продажі |
| ----------------------------------------------------------- | ------------ | ------- |
| Італія (FIMI)                                               | Платиновий   | 70 000  |
| Велика Британія (BPI) з Шанаєю Твейн                        | Срібний      | 200 000 |
| продажі+прослуховування, що базуються лише на сертифікаціях |              |         |

«White Christmas» — це різдвяна пісня, яку найчастіше записують; відомо про понад 500 версій пісні записаних різними мовами.